# Compañía de Tranvías de La Coruña
La Compañía de Tranvías de La Coruña, S.A. es la principal compañía de transporte público de la ciudad de La Coruña, España. Opera el servicio de autobuses urbanos de la ciudad. En 2024 transportó a 27.547.184 personas.

## Historia

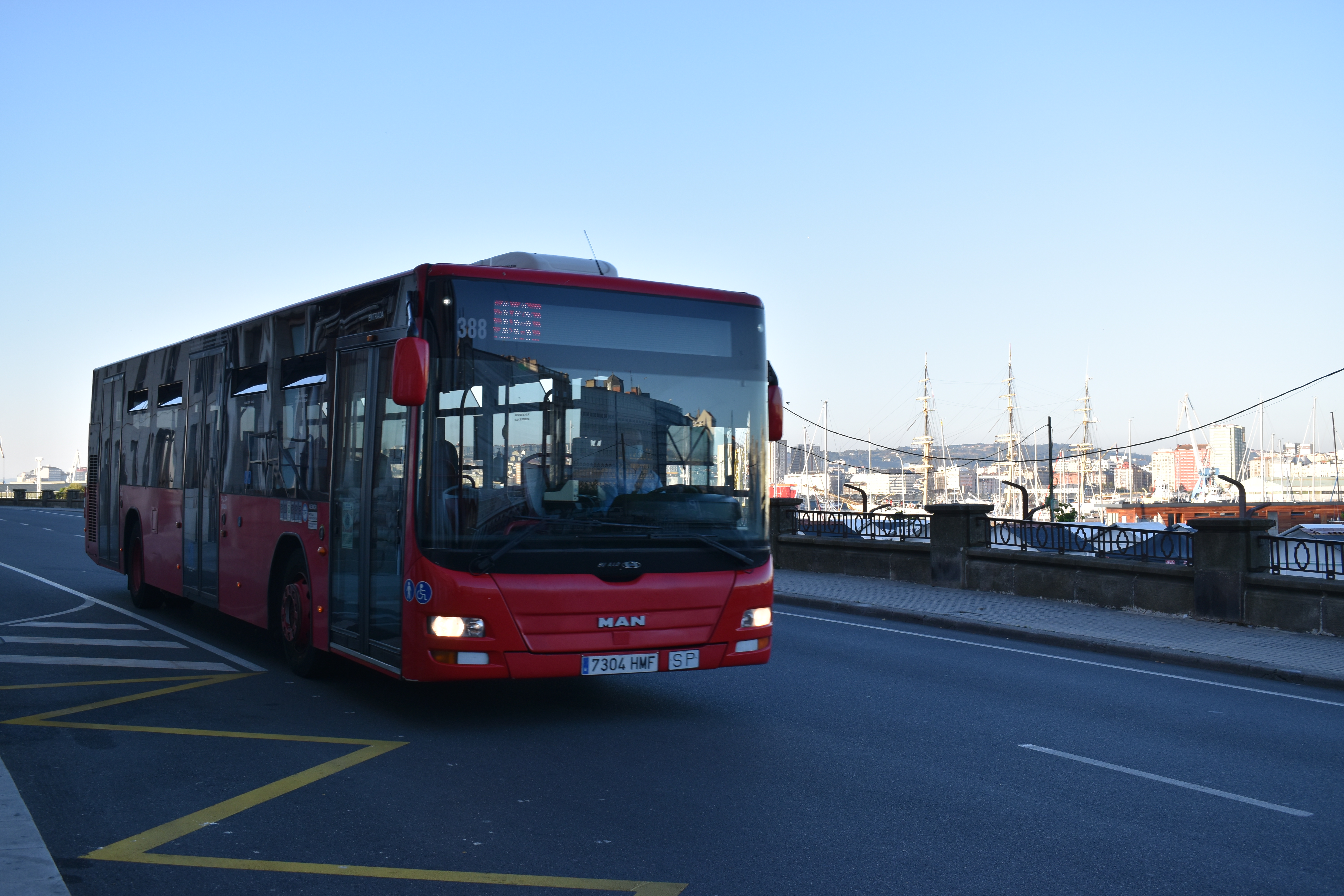
Un autobús urbano MAN de la Compañía de Tranvías de La Coruña.

Los inicios del siglo XX fueron una época de novedades para los coruñeses. Una protesta que impidió el traslado de la Capitanía General a León y la inauguración del cine mudo en el Teatro Rosalía dan idea de la gran importancia que tenía para la población el contar con un medio de transporte colectivo.
Así pues, el 1 de enero de 1903, la ciudad pudo festejar la apertura de la primera línea de tranvía, aún tirado por mulas, entre Puerta Real y la estación de ferrocarril, con ramales a Riazor y Cocheras.
No obstante, en 1906, la Compañía de Tranvías que ya gestionaba el servicio, se ve obligada a bajar las tarifas, medida que no consigue frenar su decaimiento, y, tras recibir ofertas de adquisición desde Zaragoza, Bilbao y Florencia, una compañía belga se hace con la gestión en 1907. En este tiempo se instala la doble vía en los Cantones para de evitar las esperas forzosas en los cruces, y comienzan las obras del ramal Travesía de la Primavera (hoy Alcalde Marchesi) - Puente de Monelos. Dos años después, la gestión de los belgas deriva en quiebra y la Compañía de Tranvías recupera el control del servicio.
Hacia 1911 se inician los primeros proyectos de electrificación del tranvía, aprobados por noventa votos contra diez, que sustituirán completamente a la tracción animal en 1913. En esos momentos, la flota de mulas alcanzaba la cincuentena.
En 1915 se comienza a construir la línea hasta Sada, que llevaban reclamando los coruñeses desde hacía más de diez años, que será inaugurada en 1922. En 1916, Pedro Barrié de la Maza, hasta ahora miembro del consejo de administración de la Compañía, accede a la presidencia. Poco después se inicia una huelga indefinida, en unos tiempos de gran conflicto en el movimiento obrero. En 1928, la línea de Sada se reforzará con dos nuevos tranvías con tecnología eléctrica Siemens.
El primer año de la Guerra Civil paraliza el servicio de tranvías, descendiendo notoriamente los beneficios de la Compañía. No obstante, pasada la guerra, se registraron los récords históricos de viajeros en tranvía, con más de 16 millones en 1947. La competencia de los autobuses y el aislamiento del país durante la posguerra, unido a la promoción del uso de material nacional, hizo pensar a las compañías españolas en sustituir los tranvías por trolebuses: ruedas de goma, mayor movilidad y energía eléctrica. La Compañía de Tranvías apostó entonces por este sistema, y el 26 de julio de 1948 circulaba el primer trolebús entre la Plaza de Pontevedra y Monelos.
Trolebuses y tranvías convivieron durante años. Sin embargo, debido a los costes de mantenimiento, entre 1949 (desaparición de la línea de tranvía de San Andrés) y 1962, el primero desplazará al segundo hasta su desaparición total.
En los años 1970, los trolebuses comenzaron a ceder su sitio a los nuevos autobuses, cuya primera línea se inauguró en 1965, entre la Plaza de Pontevedra y el Puente Pasaje. El petróleo es ahora el combustible de moda, y, el 5 de enero de 1979, el trolebús hizo su último viaje.
En la década de los 80, el número de viajeros empieza a descender por el impacto del vehículo privado y la empresa acomete las primeras reformas de líneas, que se completarán en 1989 con una importante reestructuración.
En los años 1990, el entonces alcalde de La Coruña, Francisco Vázquez Vázquez, empieza a barajar la idea de recuperar el tranvía para recorrer el paseo marítimo. Y así, el 10 de mayo de 1997, inaugura el primer tramo del tranvía turístico entre el Castillo de San Antón y la Torre de Hércules. En 1999, se prolonga el recorrido del tranvía hasta la Fuente de los Surfistas, frente al Hotel Meliá María Pita, y en 2001, un tercer coche comenzó a prestar servicio por el Paseo Marítimo, registrándose un uso de 120.077 pasajeros en ese año.
En 2003, Tranvías de La Coruña celebra su centenario. Ese mismo año, se introduce un sistema de control por satélite de la flota.

## Líneas
| Línea | Trayecto |
| ----- | --- |
|       | Hospital Abente y Lago - Plaza de Pablo Iglesias |
|       | Hospital Abente y Lago - El Pasaje |
|       | Hospital Abente y Lago - Los Castros |
|       | Hospital Abente y Lago - Puerto de Oza* - Hospital de Oza - Las Jubias |
|       | San Pedro de Visma - Puerta Real - Adormideras, Mercado |
|       | San Pedro de Visma - Barrie de la Maza - Adormideras, Mercado |
|       | Hércules, Mercado - Barrio de las Flores |
|       | Adormideras, Mercado - CC Espacio Coruña |
|       | Hércules, Mercado - Meicende - Nostián* |
|       | Hércules, Mercado - Bens |
|       | Hércules, Mercado - Ventorrillo |
|       | Las Lagoas - Los Mallos - Área Comercial Marineda City |
|       | Los Rosales - Rda. de Nelle - Avda. de Oza - CHUAC - Materno Infantil |
|       | Ciudad Escolar (Plaza del Conservatorio) - Rda. de Outeiro - Pablo Picasso - CHUAC - Materno Infantil |
|       | Los Rosales - Plaza de Pablo Iglesias |
|       | Hércules, Mercado - Puerta Real - CHUAC - Materno Infantil |
|       | Plaza de Pontevedra - Los Castros - El Pasaje |
|       | Juana de Vega - Novo Mesoiro |
|       | Plaza de Pontevedra - Rda. de Outeiro - El Pasaje |
|       | Hospital Abente y Lago - El Martinete - Urbanización Breogán |
|       | Hospital Abente y Lago - Pocomaco - Urbanización Breogán, Luis Iglesias |

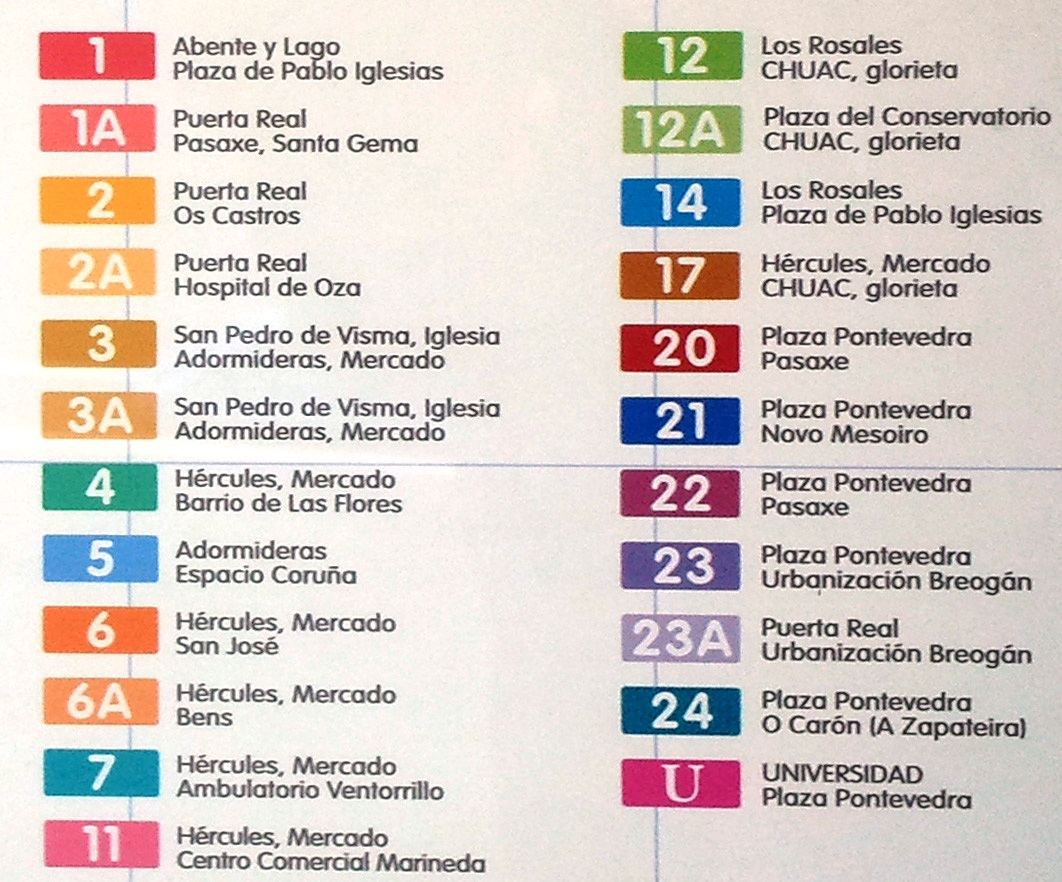
Nuevo código de colores de las líneas, en vigor desde 2011. En la actualidad, algunas líneas han variado sus cabeceras con respecto al gráfico superior

|       | Plaza de Pontevedra - Urbanización "O Carón" - Urbanización Valle Sur* |
|       | (Universidad) Plaza de Pontevedra - Campus de Elviña - Campus de A Zapateira, Filología San Pedro de Mezonzo - Campus de Elviña - Campus de A Zapateira, Filología (Línea de refuerzo en horas señaladas)                                              |
|       | ( Servicio Nocturno) Santa Catalina (San Andrés, 121) - Rda. de Outeiro - Novo Mesoiro - Los Castros Santa Catalina (San Andrés, 121) - Los Castros - Salvador de Madariaga - Santa Gema - Pablo Picasso (Línea de refuerzo, solo en fechas señaladas) |

*Extensión de la línea en horas concretas.

## Flota
A enero de 2020, la Compañía de Tranvías de La Coruña sigue contando con 93 autobuses, principalmente de la marca alemana MAN con una media de antigüedad que supera los 14 años, tras la decisión, por parte de la compañía, de no adquirir nuevas unidades en los años 2017, 2018, 2019, 2020, 2021, 2022, 2023 y 2024 convirtiéndose de este modo en una de las flotas más envejecidas de España, pues las últimas adquisiciones, realizadas en 2016, superan holgadamente los 8 años; siendo también la única ciudad en la que absolutamente todos ellos están sin climatización (solo en algunos, dispone de ella el conductor). También se están adquiriendo -desde 2014- nuevas unidades del nuevo modelo Citaro C2, perteneciente a la marca Mercedes-Benz, para renovar, su atávica flota. Estos vehículos cuentan con sistemas de seguridad tales como ABS, ASR y EBS de serie, y toda la flota está sometida a controles de seguridad de frenos, suspensión, dirección, motor, caja de cambios y ejes utilizando medios técnicos de la empresa: frenómetros, alineadores, bancos de pruebas, etcétera.
Se preveía la retirada de la mayoría de los autobuses más antiguos de la marca Mercedes-Benz para el año 2016 (si bien permanecerán todavía en servicio 13 unidades, adaptadas a las necesidades de accesibilidad con la instalación de rampas manuales; los únicos tres O405-G articulados existentes -con escalones- están ya fuera de servicio). Si bien, en 2024 todavía siguen en funcionamiento, por la falta de exigencia de renovación por parte de las autoridades municipales. Todo ello ha provocado que se haya popularizado el término "carraca" para referirse a un autobús de la compañía.
La compañía ha probado en diversas ocasiones vehículos con tipos combustibles más avanzados (eléctrico e hidrógeno fundamentalmente) pero han manifestado la ausencia de interés de renovar la flota hasta el año 2025, año en el que se podría renovar la concesión o, en caso de no renovarla, el ayuntamiento podría adjudicar la concesión a otra empresa poniendo fin a los más de 120 años de historia de la compañía.
Los modelos que componen la flota son:

### Mercedes-Benz O-405 (1996)**
- Euro 1
- Unidades: 1 (calca 301)

[**Autobús ya retirado de servicio activo]
- Motor: OM447h atmosférico.
- Cilindrada: 11.967 cc.
- Potencia: 204 cv.
- Transmisión: ZF-4HP500.
- Velocidad máxima: +90 km/h.
- Plazas: 31 sentadas + conductor + 79 de pie.
- Seguridad: sistema neumático de frenos con doble circuito, retarder, suspensión neumática.

### Mercedes Benz O-405 (1997) **
- Euro 2
- Unidades: 9 (calcas 304-312)

[**Buses ya retirados de servicio activo]
- Motor: OM 447 hLA (atmosférico/ sobrealimentado)
- Cilindrada: 11.967 cc.
- Potencia: 250 cv.
- Caja de cambios automática: ZF-4HP500.
- Velocidad máxima: +90 km/h.
- Plazas: 31 sentadas + conductor + 79 de pie
- Seguridad: sistema neumático de frenos con doble circuito, retarder, suspensión neumática, EDC.

### Mercedes Benz O-405N ** (1997-2000)
- Carrozado Burillo
- Euro 2
- Unidades: 24 (calcas 302, 303, 313 a 319 y 322 a 336).

[**Algunos ya retirados de servicio activo pero 13 unidades han sido "accesibilizadas" y prolongarán su vida útil]
- Motor: OM 447 hLA (sobrealimentado)
- Cilindrada: 11.967 cc.
- Potencia: 213 cv.
- Caja de cambios automática: ZF-4HP500.
- Velocidad máxima: +90 km/h.
- Plazas: 33 sentadas + conductor + 67 de pie
- Seguridad: sistema neumático de frenos con doble circuito, retarder, suspensión neumática con control electrónico, EDC, freno de bloqueo con puertas abiertas.
- Extras: Letreros electrónicos Hannover (con número de línea policromático y letras en ámbar).

### Mercedes Benz O-405 G articulado (1999-2000) **
- Carrozado Burillo
- Euro 2
- Unidades: 3 > calcas 320, 321 [1999] y 337 [2000]

[**Autobuses ya retirados de servicio activo]
- Motor: OM 447 hLA (sobrealimentado)
- Cilindrada: 11.967 cc.
- Potencia: 299 cv.
- Caja de cambios automática: ZF-5HP590.
- Velocidad máxima: +90 km/h.
- Plazas: 45 sentadas + conductor + 122 de pie
- Seguridad: sistema neumático de frenos con triple circuito, retarder, suspensión neumática con control electrónico, EDC, freno de bloqueo con puertas abiertas.
- Extras: Letreros electrónicos Hannover (incorporados posteriormente en los coches 320, 321 y 337).

### MAN NG313F articulado (2002-2005)
- Carrozado Burillo
- Euro 3 (Sobrealimentado)
- Unidades: 13 > calcas 340 a 347 [2002], 348 y 349 [2004] y 360 a 362 [2005].
- Motor: D2866LUH24
- Cilindrada: 11.967 cc.
- Potencia: 310 cv.
- Caja de cambios automática: Voith D864.3.
- Velocidad máxima: 75 km/h (autolimitada).
- Plazas: 42 sentadas + conductor + 95 de pie + 1 PMR.
- Seguridad: ABS, ASR, EBS, rampa de minusválidos.
- Extras: Letreros electrónicos Hannover (con número de línea policromático y letras en ámbar) interiores y exteriores, aire acondicionado (parte delantera del autobús).
- Longitud: 18 metros.

### MAN NL263F (2004-2005)
- Carrozado Burillo
- Euro 3 (EDC, sobrealimentado, recirculación de gases de escape)
- Unidades: 10 > calcas 350 a 355 [2004], 356 a 359 [2005]
- Motor: D2866LUH23
- Cilindrada: 11.967 cc.
- Potencia: 260 cv.
- Caja de cambios automática: Voith D864.3 (4 marchas)
- Velocidad máxima: 75 km/h (autolimitada).
- Plazas: 30 sentadas + conductor + 63 de pie + 1 PMR.
- Seguridad: ABS, ASR, EBS, rampa de minusválidos.
- Extras: Letreros electrónicos Hannover (con número de línea policromático y letras en ámbar) interiores y exteriores, aire acondicionado (parte delantera del autobús).

### MAN NL273F E4 (2007-2008)
- Carrozado Burillo
- Euro 4 (EDC, common rail, sobrealimentado, recirculación de gases de escape y filtro de partículas PM-Kat)
- Unidades: 15 > calcas 363 a 370 [2007] y 371 a 377 [2008]
- Motor: D2066LUH11
- Cilindrada: 10.518 cc.
- Potencia: 270 cv.
- Caja de cambios automática: Voith D864.5 (4 marchas)
- Velocidad máxima: 75 km/h (autolimitada).
- Plazas: 30 sentadas + conductor + 63 de pie + 1 PMR.
- Seguridad: ABS, ASR, EBS, rampa de minusválidos
- Extras: Letreros electrónicos Hannover (con número de línea policromático y letras en ámbar) interiores y exteriores, aire acondicionado (parte delantera del autobús).

### MAN NL273F EEV 3p [2009]
- Carrozado Burillo
- Unidades: 10 (calcas 378 a 387)
- Motor: D2066LUH46.
- Cilindrada: 10.518 cc.
- Potencia: 270 cv.
- Caja de cambios: ZF-Ecomat 6HP594 (coches 378-382) y Voith D864.5 (coches 383-387).
- Velocidad máxima: 90 km/h (autolimitada con cambio ZF) y 75 km/h (autolimitada con cambio Voith).
- Plazas: 30 sentadas + conductor + 59 de pie + 1 PMR.
- Seguridad: EBS, ABS y ASR, rampa de minusválidos.
- Longitud: 12 m
- Extras: Letreros electrónicos Hannover (con número de línea policromático y letras en ámbar) interiores y exteriores, aire acondicionado (parte delantera del autobús).

### MAN NL283F EEV 3p -2012-2013-2014-
- Carrozado Burillo estilo Lion's City
- Unidades: 17 > calcas 388-392 [2012], 396-403 [2013] y 408-411 [2014]
- Motor: D2066LUH46
- Cilindrada: 10.518 cc.
- Potencia: 280 cv.
- Transmisión: ZF Ecolife 6AP1400 Topodyn.
- Velocidad máxima: 90 km/h (autolimitada).
- Plazas: 32 sentadas + conductor + 59 de pie + 1 PMR.
- Seguridad: EBS, ABS y ASR, rampa de minusválidos.
- Longitud: 12 m
- Extras: Letreros electrónicos Hannover (con número de línea policromático y letras en ámbar) interiores y exteriores (los exteriores traídos de serie), aire acondicionado Thermo King (parte delantera del autobús).

### MAN NG323F EEV 3p articulado -2012-
- Carrozado Burillo estilo Lion's City
- Unidades: 3 (calcas 393 a 395)
- Motor: D2066LUH47.
- Cilindrada: 10.518 cc.
- Potencia: 320 cv.
- Transmisión: ZF Ecolife 6AP1600 Topodyn.
- Velocidad máxima: 90 km/h (autolimitada).
- Plazas: 43 sentadas + conductor + 100 de pie + 1 PMR.
- Seguridad: EBS, ABS y ASR, rampa de minusválidos.
- Longitud: 18 m
- Extras: Letreros electrónicos Hannover (con número de línea policromático y letras en ámbar) interiores y exteriores (los exteriores traídos de serie), aire acondicionado Thermo King (parte delantera del autobús).

### Mercedes-Benz O530 Citaro C2 3p -2014-2015-2016-
- Unidades: 17

calcas 404 a 407 [2014], 415 a 419 [2015] y 420 a 427 [2016]
- Motor: OM936
- Cilindrada: 7.700 cm³
- Potencia: 299 cv (220 kW)
- Transmisión:
- Velocidad máxima: 90 km/h (autolimitada).
- Plazas:
- Seguridad: EBS, ABS y ASR, rampa de minusválidos.
- Longitud: 12,125 m
- Extras: Letreros electrónicos Hannover (con número de línea policromático y letras en ámbar) exteriores e interiores (los interiores traídos de serie), aire acondicionado (parte delantera del autobús).

### Mercedes-Benz O530G Citaro C2 G (articulado)-2015-
- Unidades: 3

calcas 412-413-414
- Motor: OM936
- Cilindrada: 7.700 cm3
- Potencia: 299 cv (220 kW)
- Transmisión:
- Velocidad máxima: 90 km/h (autolimitada).
- Plazas: 38 sentadas + conductor + 102 de pie + 2 espacios para sillas de ruedas/carros.
- Seguridad: EBS, ABS y ASR, rampa de minusválidos.
- Longitud: 18,125 m
- Extras: Letreros electrónicos Hannover (con número de línea policromático y letras en ámbar) exteriores e interiores (los interiores traídos de serie), aire acondicionado (parte delantera del autobús).

### MAN New Lion's City 12 E-2024-
- Unidades: 1

calca 428
- Motor: Eléctrico
- Potencia: Máximo 445 kW
- Velocidad máxima: 60 km/h
- Plazas: 45 sentadas + conductor + 1 pmr
- Seguridad:
- Longitud: 12m
- Extras: Letreros electrónicos Hannover (Monocromáticos en blanco) exteriores y aire acondicionado.

### MAN Lion's City 18-2024-
- Unidades: 1

calca 429
- Motor:
- Potencia:
- Velocidad máxima:
- Plazas:
- Seguridad:
- Longitud: 18m
- Extras: Letreros electrónicos Hannover (con número de línea policromático y letras en ámbar) exteriores e interiores y aire acondicionado.

## Servicio de tranvía

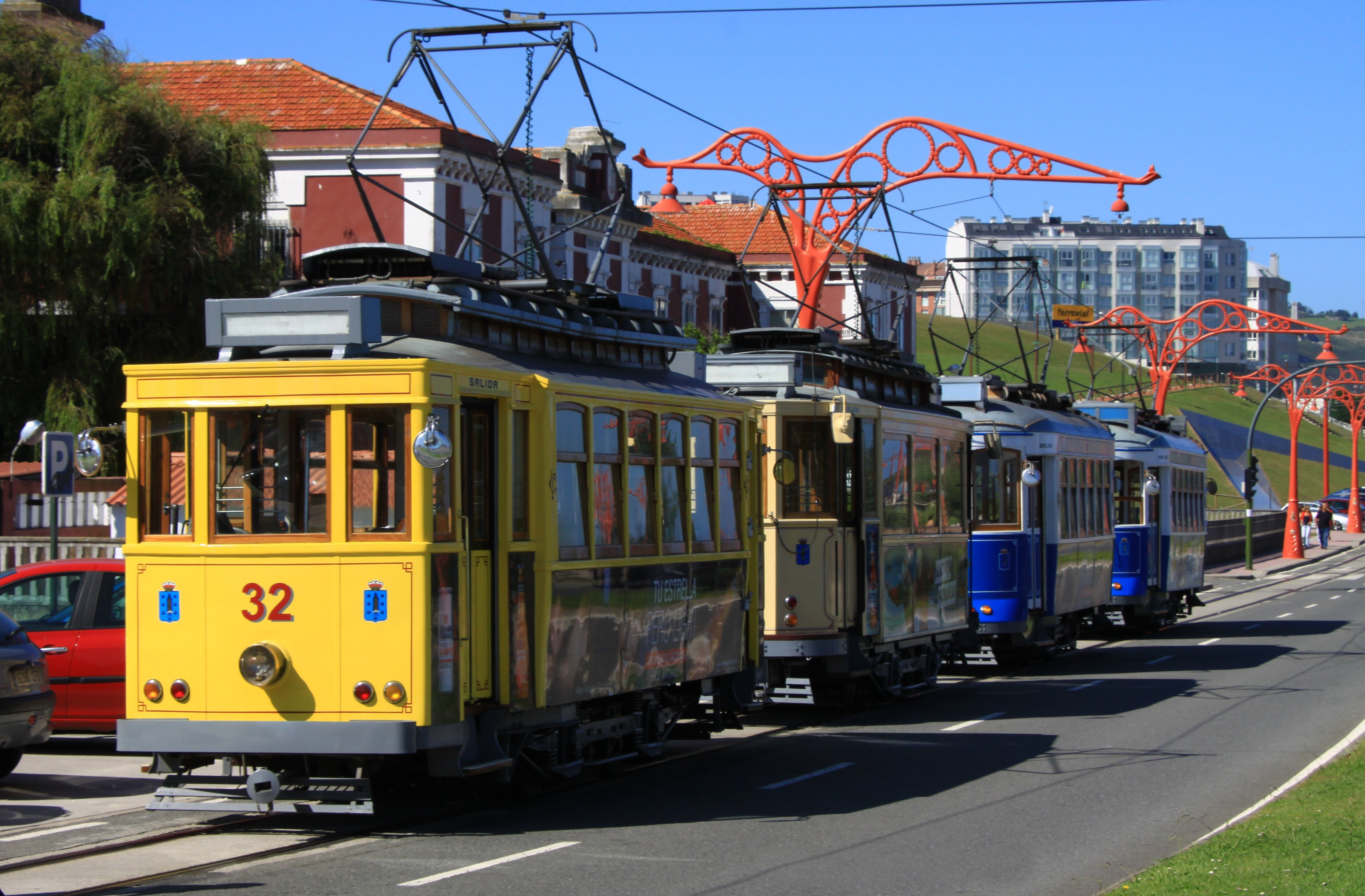
Las cuatro unidades del tranvía coruñés delante de la Prisión Provincial.

Iniciativa del entonces alcalde Francisco Vázquez Vázquez, el proyecto para resucitar este medio de transporte comenzó su andadura en 1990 ligado al desarrollo del paseo marítimo. A mediados de la década, en diciembre de 1995, se inició la colocación de las vías en el dique de abrigo. Poco después, el pleno del Ayuntamiento aprobaba, con una inversión de 411 millones de pesetas, el proyecto de electrificación de la línea y la construcción de las cocheras y la subestación eléctrica en As Lagoas.
Tras una pausa de 35 años, en 1997, La Coruña recuperaba para uso turístico un emblemático medio de transporte.
El primer tranvía de la nueva época, el número 57 (proveniente de la antigua red de tranvías de Zaragoza, y que nunca llegó a utilizarse pero que se guardaba todavía en las cocheras de Monte Alto), desembarcó en el puerto de La Coruña el 23 de febrero de 1995 cedido por la Diputación de Zaragoza y por el coleccionista José María Valero para la exposición Ciudad y Futuro. Dos años más tarde llegaban los verdaderos protagonistas del renacer del tranvía, el número 32 y el número 27.
Los defectos de construcción de la vía hicieron que se acumulasen las incidencias en sus 14 años de operación. Un descarrilamiento en 2011 llevó al gobierno local a suspender el servicio hasta que se reparasen los defectos en las vías, cuyo costo se calculaba más de dos millones de euros. La falta de finanaciación e interés por parte de los subsecuentes gobiernos municipales llevó al rápido deterioro de la infraestructura. Desde entonces, varios tramos de la vía fueron sustituidos por carriles para deportistas.

### Recorrido
El tranvía coruñés realizaba un trayecto mucho más corto que antaño. Doce kilómetros y medio sumaban el recorrido total desde Puerta Real hasta Las Esclavas, pero concentra en su paseo una buena parte de los monumentos y las mejores vistas de la ciudad Herculina.
La línea moderna empezó su todavía corta historia mirando a la ría y uniendo dos iconos coruñeses, el Castillo de San Antón y la Torre de Hércules. Dos años después, en 1999, la vía se incrementó hasta los 9.058 metros de longitud con la primera ampliación, esta vez por la parte occidental de la ciudad hasta la playa del Orzán, con unas espectaculares vistas a todo el litoral. El trazado en activo de la línea se completó en 2000 con la unión del tramo inicial, en el Castillo de San Antón, y la zona del Parrote – Puerta Real. Finalmente, en el año 2003 el recorrido llegó a la rotonda de Las Esclavas.
| Trayecto |
| --- |
| Puerta Real/Parrote - Castillo de San Antón - Maestranza - San Amaro/Adormideras - Torre de Hércules - Casa de los Peces - Domus - Playa del Orzán - Delegación de Hacienda - Riazor |

### Las cocheras
José María Valero, arquitecto y entusiasta del Tranvía, junto con el también arquitecto Félix Arranz, fueron los encargados del diseño de las cocheras-taller en la antigua cantera de As Lagoas, en Monte Alto. El edificio, propiedad del Ayuntamiento pero explotado por la Compañía de Tranvías, es uno de los más modernos, por sus características, en España. Con capacidad para ocho vehículos y cinco fosos para la reparación con sus correspondientes cinco entradas, la nave destaca por su iluminación y amplitud.
A su lado se levanta la subestación eléctrica, encargada de transformar la corriente eléctrica suministrada por la red desde los 15 kV de entrada hasta los 600 V de salida.